# 젱켄베르크 자연사박물관

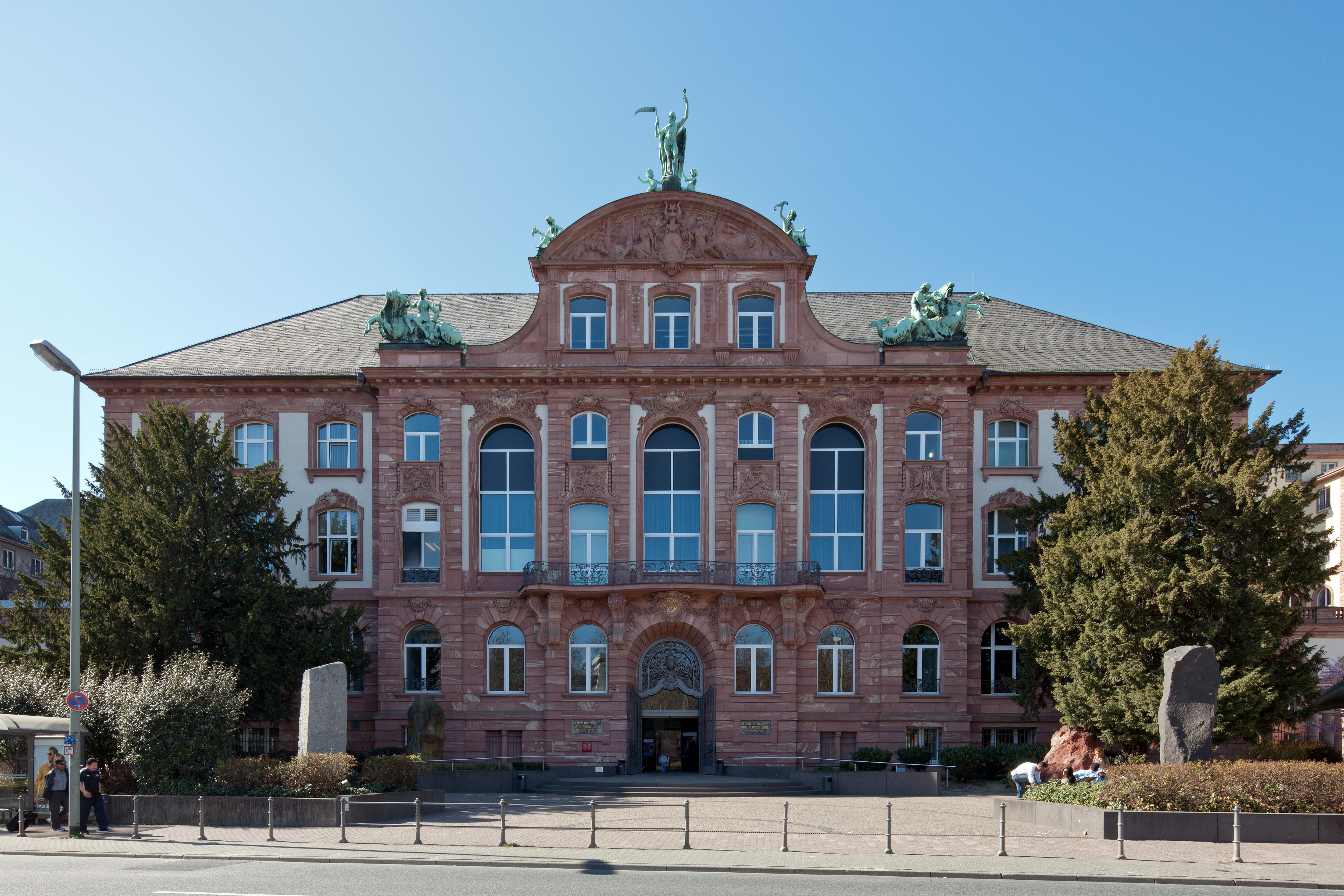
젱켄베르크 자연사박물관

젱켄베르크 자연사박물관(Naturmuseum Senckenberg)은 프랑크푸르트암마인에 있는 자연사박물관으로, 독일에서 두 번째로 크다. 이 박물관은 유럽에서 가장 규모가 큰 공룡 화석들을 전시하고 있는데, 다양한 공룡 화석이 있어 아이들에게 특히 인기가 많다. 박물관에는 2000여개에 이르는 세계에서 가장 거대하고 많은 공룡 화석, 박제된 새 등이 전시되어 있다. 2010년에는 517,000만 명의 방문객들이 다녀갔다.